# الخروبة (بنزرت)
الخرّوبة إحدى مدن الجمهورية التونسية، تقع في ولاية بنزرت، على الطريق الوطنية رقم 11 غربي مدينة بنزرت.

### مواضيع ذات علاقة
- ولاية بنزرت.